# Экспосито, Эрик
Э́рик Алекса́ндер Экспо́сито Эрна́ндес (исп. Erik Alexander Expósito Hernández; род. 23 июня 1996, Санта-Крус-де-Тенерифе) — испанский футболист, нападающий клуба «Аль-Ахли».

## Клубная карьера
Экспосито — воспитанник клубов «Унион Ла-Пас», «Вердельяда», «Паракуэльос», «Барранко Ондо», «Лорки» и «Малага». В 2015 году он дебютировал за дублирующий состав последнего. В 2016 году Эрик на правах аренды выступал за «Райо Кантардия». В том же году Экспосито подписал контракт с «Лас-Пальмас», где выступал за дублирующий состав. 26 апреля 2017 года в матче против «Леганеса» он дебютировал в Ла Лиге. 5 марта 2018 года в поединке против «Сельты» Эрик забил свой первый гол за «Лас-Пальмас». Летом того же года Экспосито был арендован клубом «Кордова». 9 сентября в матче против «Алькоркона» он дебютировал в Сегунде. По окончании аренды игрок вернулся в «Лас-Пальмас».
Летом 2019 года Экспосито перешёл в польский «Шлёнск». 20 июля в матче против краковской «Вислы» он дебютировал в польской Экстраклассе. 28 июля в поединке против «Пяста» Эрик забил свой первый гол за «Шлёнск». 21 сентября в матче против «Заглембе» он сделал хет-трик.

## Достижения

### Личные
- Лучший бомбардир чемпионата Польши: 2023/24
- Лучший игрок месяца чемпионата Польши (3): август 2023, сентябрь 2023, октябрь 2023